# Crasville-la-Mallet
Crasville-la-Mallet – miejscowość i gmina we Francji, w regionie Normandia, w departamencie Sekwana Nadmorska.
Według danych na rok 1990 gminę zamieszkiwały 132 osoby, a gęstość zaludnienia wynosiła 41 osób/km² (wśród 1421 gmin Górnej Normandii Crasville-la-Mallet plasuje się na 766. miejscu pod względem liczby ludności, natomiast pod względem powierzchni na miejscu 826.).